# Germain V de Constantinople
Germain V de Constantinople (en grec Γερμανός Ε', né le 6 décembre 1835 à Balata du Phanar à Constantinople sous le nom de Georges Kavakopoulos et mort le 18 juillet 1920) est patriarche de Constantinople du 10 février 1913 au 25 octobre 1918.

## Encyclique de 1920
Germain V  est l’auteur d'une encyclique qui, parue en 1920, fait figure de jalon fondamental pour le mouvement œcuménique. Il y évoque la notion d'une « fraternité d'Églises » à créer, une « union bénie » des Églises pour laquelle il invite les différentes traditions à concourir en s'engageant dans l'étude conjointe des questions essentielles autour de la notion de réunion. Pour le Patriarche, la promotion des contacts entre les Églises est le premier pas essentiel qui doit être suivi de « l'abolition de toute la méfiance mutuelle et de l'amertume » afin de que « l'amour [soit] relancé et renforcé entre les Églises ». Il énumère ensuite onze points fondamentaux comme proposition de travail pour une future collaboration entre les Églises, une liste qui devient la base du travail programmatique du Conseil œcuménique des Églises au moment de sa création en 1948, ce qui fera dire à Willem Visser’t Hooft, premier secrétaire du COE, que l'« encyclique de 1920 a sonné la cloche de notre rassemblement ».